# Патардзеули
Патардзеули (на грузински: პატარძეული) е село в югоизточна Грузия, част от Сагареджоска община в областта Кахетия. Населението му е около 2829 души (2014).
Разположено е на 800 метра надморска височина в южното подножие на Голям Кавказ, на 8 километра западно от Сагареджо и на 38 километра източно от центъра на Тбилиси.

## Известни личности
Родени в Патардзеули
- Гиорги Леонидзе (1899-1966), писател